# Jeugdliteratuur van het Caribisch deel van het Koninkrijk der Nederlanden
Deze pagina geeft een overzicht van schrijvers van jeugdliteratuur van het Caribisch deel van het Koninkrijk der Nederlanden.

## Auteurs en beknopte informatie
- In aanmerking voor onderstaand overzicht komen auteurs van jeugdliteratuur uit Aruba, Curaçao, Bonaire, Saba, Sint Eustatius en Sint Maarten. Schrijvers uit Nederland hebben ofwel een band met de eilanden ofwel met de Antilliaanse en Arubaanse thematiek.
- De werken van deze auteurs kunnen Nederlands-, Engels- of Papiamentstalig zijn dan wel meertalig; vaak een combinatie van de genoemde talen.
- Auteurs zijn gerangschikt in alfabetische volgorde op achternaam.
- Bij auteurs die onder pseudoniem publiceerden staat de werkelijke naam tussen haakjes vermeld.
- Verfilmingen van boeken worden met rood aangegeven, behaalde prijzen staan in blauw vermeld.

### A
- Amacost, Jessie (Bonaire)
  - Prome aventura di e buriku Marco na Boneiru/Het eerste avontuur van het ezeltje Marco op Bonaire (2001)
- Augusta, Merly (Curaçao) Tapushi Literario 2012
  - Yomi ke bai fèlt (met Ariadne Faries)
  - Chiku Chimpansé
  - Saya ku Djèki: rima i poesia rítmico pa mucha
  - Kiko tin? Rima tin! (1997)
  - Kuenta na lama (2005, met Lusette Verboom-Fairbairn e.a.)
  - E biahe largu di Piskechi
  - T’ami ta Bòchi Blòblò (2010)
  - Bòchi den pèrtá (2020, Bòchi Blòblò serie 2)

### B
- Bergmans, Wilko (Bonaire)
  - De bastaard van Bonaire (1980)
  - De witte dwaas van Bonaire: het leven van een koloniale uitbuiter
  - Saboteurs op Saba
- Boasman, Robin (Sint Maarten)
  - Lizzy Lizard (2013)
- Buckley, Olga (1950, Aruba) Tapushi Literario 2012
  - Bencho ta dual (2006)
  - Bencho ta gana un bais (2007)
  - Bencho ta rebeldia (2013)
  - Bencho y e Gran Crusada (2020)

### C
- Chammaa, Patricia (Tricia) (Saba)
  - Sandaleena, queen snail of Saba
- Clarinda, Monica (1961, Curaçao)
  - Nona ta Konta (2000)
  - Nona bèk den tempu (2002)
  - E lantamento/De opstand (2010)
- Colastica, Roland (1960, Curaçao) Cola Debrotprijs 2006
  - Mami, papi kontami un kuentaaaa! (1993)
  - De zwangere kater (1995)
  - Kalbas, karpata, kacho (1996)
  - Kuenta pa famia
  - E webu riba dos pata (2001)
  - Pushke (2003)
  - Mi amigu hundu y rondó (2006)
  - Vuurwerk in mijn hoofd (2012)
- Cooper, Chantal (Curaçao)
  - Dubbel feest/Dòbel fiesta (2014)
- Correa, Desiree (1953, Aruba) Tapushi Literario 2009
  - Mosa's eiland (1985)
  - Compa Nanzi (2002)
  - Domi di den mondi Arubaans kinderboekengeschenk 2003
  - Drumi Dushi (2004)
  - Manuel (2008)
  - Doño di curpa (2010)
  - Pepe Picuda y Didi Djindja (2011)
  - Den Kibra di madruga (2017)
- Croes, Yolanda (1948, Aruba) 
  - Mingi y e mago malbado
  - E cuebanan scur (2019)

### D
- Daal, Josette (1956, Aruba)
  - Warwind (1985)
- Dabian, Richard (1965, Aruba)
  - E faro di multicolo/De veelkleurige vuurtoren Arubaans kinderboekenweekgeschenk 2019
  - Tekki e toteki (2020)
- Diekmann, Miep (1925-2017, Nederland/Curaçao)
  - Panaderio Pan (1947)
  - De boten van Brakkeput (1955)
  - Padu is gek (1956)
  - Gewoon een straatje (1959)
  - En de groeten van Elio (1961)
  - Cu luz na man (1962-1964, vierdelige serie)
  - Marijn bij de lorredraaiers (1965)
  - De dagen van Olim (1971)
  - Dan ben je nergens meer (1975) Nienke van Hichtumprijs 1975
  - Mens te koop
  - Geen enkel verdriet duurt honderd jaar (1982)
- Diks, Fred (1955, Nederland)
  - Goud in Aruba (Koen Kampioen-serie)
  - Superoma in coma/Super wela den coma Arubaans kinderboekenweekgeschenk 2016
- Diwan, Maria (Curaçao) Tapushi Literario 2000
  - Solo ta sali pa bo tambe (1982)
- Doornhein, Charlotte (1972, Nederland/Curaçao)
  - Shervison ta deskubrí un tesoro (2010)
  - Kwelgeesten rond de kapokboom (2011)
  - Curaçao voor kinderen met lef (2013)
  - De roep van de shoco/E grito di e shoco Arubaans kinderboekengeschenk 2014
  - Droomkoffer (2019, met Shaker)
- Dorothea, Mila (1956, Curaçao)
  - Kamisa, E turtuga di bèrdè ku kier a bira turtuga di hunga (2000)
  - Gutu bèrdè (2002)

### E
- Ecury, Nydia (1926-2012, Curaçao) Tapushi Literario 2003;  Cola Debrotprijs 2007
  - Tres kuenta di Ada
  - Tres kuenta italianu
  - Un deseo kumplí
  - Ai, mi dushi, bunita kaptan
  - Bestia por siña nos hopi kos
  - Dos kuenta ku prènchi pa klùr (1981)
- Erasmus, Liliana (1974, Aruba)
  - Rima rond di Aruba
  - Mi prome buki di ABC
  - Mas rima rond di Aruba (deel II van gedichtenbundel)
  - Hopus Arubaans kinderboekenweekgeschenk 2005
  - Nano e enano/Nano de dwerg Arubaans kinderboekenweekgeschenk 2007
  - Het was Big (2007)
  - Mijn Feest! (2008),
  - Dier in nood (2008)
  - De knijpkat (2012)
  - Overal Opa’s en oma’s; twintig gedichten en verhalen (2016, met Jeroen Hoogerwerf)
  - Overal monsters en spoken (2017, met Jeroen Hoogerwerf)
  - Amigonan tur caminda
  - Kiko Kiwi kier awor? (2017)

### F
- Fortin, Curt (1978, Aruba/Nederland)
  - Yakanuko - Een gevaarlijke opdracht Hotze de Roosprijs 2015
  - Un co... co... colebra grandi!/Een reu... reu... reuzenslang! Arubaans kinderboekenweekgeschenk 2015
- Frans-Muller, Xiomara (Bonaire)
  - Opi boksdo (2016)
  - Opi i un par di man (2017)

### G
- Garmers, Sonia (1933, Curaçao) Cola Debrotprijs 1983; Tapushi di Oro 2006
  - Tantan Nini... ta conta (1955)
  - Conta cuenta (1957)
  - Un macutu jen di cuenta (1960)
  - Orkaan en Mayra Nienke van Hichtumprijs 1981
  - Elk diertje zijn pleziertje (1983)
  - Wonen in een glimlach (1985)
- Giterson, Cathleen (Curaçao)

### H
- Heiligers, Bernadette (1952, Curaçao)
  - Rima pa Mucha (1991, geïllustreerd door Ruth Zefri)
- Henriquez, May (1915-1999, Curaçao)
  - Yaya ta konta (1981)
  - Tres kuenta di Wisiwas Mantekabela (1984)
- Herrera, Carmen (Aruba)
  - E recompensa (2000, toneelstuk)
- Herry, Joyce (1945, Aruba)
  - Ollie, Assie en Pelie (2005)
  - Verdwaald in de wildernis (2020)
- Heuvel, Jeroen (Curaçao)
- Hoogerwerf, Jeroen (Nederland)
  - Overal Opa’s en oma’s; twintig gedichten en verhalen (2016, met Liliana Erasmus)
  - Overal monsters en spoken (2017, met Liliana Erasmus)

### I
- Illes, Rosabelle (1987, Aruba)
  - Kurasonchi (2019, met Levi Silvanie)
- Iterson, Siny van (1919-2018, Curaçao/Nederland)
  - Het gouden suikerriet Zilveren Griffel 1971
  - De smokkelaars van Buenaventura (1965)
  - Heksen van casa roja

### J
- Jongh-Rekwest, Denise de (Bonaire) Pipita di Kònkòmber 2020
  - Gino en Gina, boezemvriendjes (2010, met Merly Augusta e.a.)
  - Kaylee-serie (met andere auteurs)
  - Bin, bin sigui mi supmarin (2019)
  - Papi tin kolibri (2021)
  - Bebe bira bon (2022)
- Juliana, Elis (1927-2013, Curaçao) Cola Debrotprijs 1977; Tapushi Literario 2001
  - Dede pikiña (1964)
  - Verso pa mucha (1978)
  - Nilo riku riku (1978)
- Jungslager, Roel (1950-2017, Curaçao)
  - De avonturen van Henco (1976)
  - Het gidsje van Haiti (1979)

### K
- Kelly, Frances (1946, Aruba)
  - Wi-ki-ri-ki-ki (1986)
  - Een reuzen heksentoer (1988)
- Kuyper, Sjoerd (1952, Nederland)
  - De duik (2014)/E sambuya/Tira kabes (2019)
  - Het spannendste boek van de wereld/E buki mas excitante di mundo Arubaans kinderboekenweekgeschenk 2017

### L
- Lauffer, Pierre (1920-1981, Curaçao) Cola Debrotprijs 1969
  - Ora solo baha (1968)
  - Djogodó, kwenta pa konta mucha (1972)
  - Mangasina (1974)
  - Sukuchi (1974)
  - Mangusa (1975)
  - Un dia tabatin (1975)
  - Zumbi Spiritu i Almasola (1975)
  - Mi buki di bestia (1981)
  - Un skèr ta bai keiru (1983)
  - Un wea chiki (1984)
  - Toni su trein (1989)
  - Awe ta sopi (1989)
  - Nati a bula bai (1996)
- Lebacs, Diana (1947-2022, Curaçao) Tapushi Literario 2012
  - Nancho op Bonaire Zilveren Griffel 1976
  - Kuantu na ta?
  - Dies dede enkantá
  - At'akí mi boka
  - Nanishi riba dje
  - Dos wowo pa mi mira
  - Orea pa tende
  - Kompa Datu ta konta (1975)
  - Ken-ken pia di wesu (1986)
  - Caimins geheim/Caimin su secreto (2002)
- Lim, Hanny (1932, Curaçao/Nederland)
  - Tardi (dierenserie: hond)
  - Juana, de yuana (dierenserie: leguaan)
  - Mèk, de kabriet (dierenserie: geit)
  - Frumi, de fruminga loco (dierenserie: mier)
  - Koko, de baricageel (dierenserie: vogel)
- Lis-Donata, Noris van (Aruba)
  - Ban bisa danki (2012)
  - Mi gran amigo/Mijn grote vriend (2019)

### M
- Maas, Steffen (Nederland)
  - Mi buki di Aruba / Mi buki di Boneiru / Mi buki di Kòrsou (serie, 2022)
- Martinus Arion, Frank (1936-2015, Curaçao) Cola Debrotprijs 2001; Tapushi Literario 2003
  - De Ibismensmuis Curaçaos kinderboekenweekgeschenk 1993
- Matthews, Angela (pseud. Velma Solomons, Aruba)
  - De witte pest (1978)
- Meulens, Milouska (1973, Curaçao)
  - Elin (2021)
  - Mondi (2022)
  - Er was ook eens... (2023)
  - Moederland (2024)
- Montfoort-Posner, Jessica van (Aruba)
  - Nini ta sali keiro (2019)
- Morales, Loekie (1958, Curaçao/Sint Maarten)
  - Bloedlijn overzee (2002)
  - Papito en de vertellende boom (2002)
  - Selina and the Obeah woman (2003)
  - Bonte Boel (2004)
  - Tropisch nestje (2005)
  - Zonnesproetjes (2007)
  - Mina Marina (2008)
  - De magische bruidstaart/E bolo di batrei magiko (2011)
  - Vrijheids Salsa/Freedom Salsa (2015)
  - Chella en het vreemde vrouwtje/Chella and the weird woman (2017)
- Muller, Enrique (1944-2015, Curaçao/Sint Maarten) Tapushi Literario 2002
  - Sin ni sikiera un welensali (1979)
  - Nature, I love you (1980, met Wycliffe Smith e.a.)
  - Shon Totolika (1991)
  - Konsierto

### O
- Orman, Olga (1943, Aruba/Nederland) 
  - Hoe Anansi het tumbafestival won (met Johan Volkerijk)
  - Michi (2009)

### P
- Peterson, Roland (1941-2017, Aruba)
  - Nos Fabula
  - Priki Prikichi y Princes
  - Tres Storia Rubiano
  - Cotton Ball
- Petrocchi, Mercedes (Aruba)
  - Magy Maripampum (2002)
  - Rikesa di naturalesa. Rima pa mucha (2009)
- Pieters, Herman (Manchi) (Curaçao)
  - Kompa Nanzi (zesdelige serie)
- Pinto, Diana (Curaçao)
  - Ai, bin tende un kuenta (1989)
  - Valerie (1993)
- Pinto, Nilda (1918-1954, Curaçao)
  - Corsouw ta kanta (1944)
  - Bam canta (1948, met Rudolph Palm)
  - Cuentanan di Nanzi (1952)
  - Corsouw ta konta (1954)
- Piternella, William (1950, Aruba)
  - Niet huilen bij de zee

### Q
- Quintana, Anton (pseud. Antoon Adolf Kuyten, 1937-2017, Nederland)
  - Duel in de diepte (verfilmd)

### R
- Reeberg, Robert (Aruba)
  - Un bula den lama
  - Capa Blou
  - Cindy Rella
  - Tur pa mi: poesia pa mucha  (1999)
  - E hobby di Rino (2001)
  - Cant'i lama (2008)
  - E anochi cu Sinterklaas a topa cu Santa Claus (2008)
  - Shete den un solo tiro (2012)
  - E mago di Sero Teishi (2013)
  - Rigoberto (2016)
  - Roy ta Piet (2016)
- Regals, Leo (pseud. Roel Jungslager, 1950-2017, Curaçao) Tapushi Literario 2012
  - E fli chiki (1980)
  - Koko ta un pal'i gai (1980)
  - Op Bonaire en Aruba (1981)
  - Kruimels (1981)
  - De tamarinde-boom van Henco (1981)
  - Speur, de waakhond  en Speur, de waakhond deel II (1982)
  - Piki mi wiri (1982)
  - Mi kurá di bestia (1983)
  - E kas pisá di shon Pokopoko (1983)
  - Yuanita, e yuana malkontentu: pa esnan ku ta midi ku dos midí (1982)
  - Piki mi wiriwiri (1982)
  - Ipo, orea grandi (1989)
  - E fiesta di lèter di Fabi (1994)
  - Buskado (1997)
  - Lazarito ke kore bai (2001)
  - Kokada enkantá (2004)
- Rosario, Guillermo (1917-2003, Curaçao)
  - Muchanan den akshon (1979)
  - Aventuranan di Geinchi-serie (1988)
- Rosenstand, Ernesto (1931-2016, Aruba)
  - Kuentanan Rubiano (1961)
  - Kuentanan pa un i tur (ong. 1965)
  - Wantapa! ...tapa!...Ha!...Ha!..Ha! (1981)
  - Kudawecha a keda sheu (1982).
- Ruiz-Croes, Evelyn (Aruba)
  - Epa... un strea!... y mas strea (2011)

### S
- Smith, Wycliffe (1948, Sint Maarten)
  - Nature, I love you (1980, met Enrique Muller e.a.)
  - The story boat: stories from island travels over the water. Now they are taking a boat to you (2002, met James Franklin Wilson, Toon Tellegen e.a.)

### T
- Thönissen, Jacques (1939, Aruba)
  - Tranen om de ara (1998)
  - Eilandzigeuner (2000)
  - Shon shoco weet raad (2001)
  - Si bestia por a papia (2002)
  - De roep van de troepiaal (2004)
  - Cado cododo (2005)
  - Devah (2010)
  - Spoken, schurken en goudzoekers (2006)/Spoki, bandido y buscadornan di oro (2010)
- Tio Ali (pseud. Alvin Inecia, 1960, Curaçao) Tapushi Literario 2005

### V
- Vrolijk, Georgino (Gino) (1973, Aruba)
  - Sumpi e wanglo sabi
  - Na caminda pa e fiesta grandi/Op weg naar het grote feest Arubaans kinderboekengeschenk 2013

### W
- Wilson, James Franklin (Saba)
  - The old grey grizzly grunt, the brave iguana (1991)
  - De verhalenboot (2002, met Wycliffe Smith, Toon Tellegen e.a.)

### X-Y-Z
- Zefrin, Ruth (1927-2023, Curaçao) Tapushi Literario 2001
  - Hunga (1982)
  - Bufi, Bafi i Bòfi (1989)
  - Kumbai (1987)
  - Punpulunchi: poesia pa mucha (1984)
  - Gusta (1985)
  - Hasi (1985)
  - Kanta (1985)
  - Mira (1985)
  - Op avontuur door alfabetland (1990)

## Illustratoren
- Heleen Cornet (Saba)
- Ariadne Faries (1968-2020, Curaçao)
- Evelino Fingal (Aruba)
- Giolina Henriquez (1958, Aruba)
- Stan Kuiperi (Aruba)
- Rudyomar Leysner (Aruba)
- Vanessa Paulina (Aruba)
- Daniëlle Schothorst (Nederland)
- Wop Sijtsma (1939, Curaçao)
- Elvis Tromp (Aruba)
- Sheila Werleman (Aruba)
- Rocky Valentijn (Bonaire)